# Kalmar distrikt
För distrikt i Kalmar kommun, se Kalmar domkyrkodistrikt, Kalmar Heliga korsets distrikt, Kalmar Sankt Johannes distrikt, Kalmar Sankta Birgitta distrikt och Kalmar Två systrars distrikt.
Kalmar distrikt är ett distrikt i Håbo kommun och Uppsala län. 
Distriktet ligger i södra delen av kommunen.

## Tidigare administrativ tillhörighet
Distriktet inrättades 2016 och utgörs av socknen Kalmar i Håbo kommun.
Området motsvarar den omfattning Kalmar församling hade vid årsskiftet 1999/2000.